# Ruben Carlsson
Ruben "Rubbe" Brynolf Carlsson, född 29 januari 1913 i Nacka församling, död 14 februari 2004 i Katarina församling, Stockholm var en svensk ishockeyspelare under 1930-, 1940- och 1950-talet. Ruben "Rubbe" Carlsson vann SM i ishockey fyra gånger. Han deltog i Sveriges herrlandslag i ishockey i Olympiska vinterspelen 1936 och VM i ishockey 1937. Han spelade i högsta ligan under säsongen 1953-1954 vilket gör honom till en av de äldsta aktiva spelarna i Sveriges högsta division. Han lyckades dessutom göra mål för sitt Atlas Diesels IF mot Hammarby IF den 29 januari 1954, på sin 41-årsdag, vilket gör honom till en av de äldsta målgörarna i den högsta divisionen i Sverige.

## Spelarkarriär
- AIK (SM-guld 1938, 1947)
- Hammarby IF (SM-guld 1932, 1933)
- Atlas Diesels IF

## Fotnoter
1. ↑  Sveriges Dödbok 1901–2009, DVD-ROM, Version 5.00, Sveriges Släktforskarförbund (2010).